# Henriette Henriot
Pour les articles homonymes, voir Henriot.
Ne doit pas être confondu avec Henriette Henriod.
Henriette Henriot, née le 14 novembre 1857 dans l'ancien 2e arrondissement de Paris et morte à Saint-Germain-en-Laye le 17 mars 1944, est une actrice et un des modèles préférés d'Auguste Renoir.
Elle est connue être le modèle du tableau de Renoir La Dame en bleu exposé au Musée national de Cardiff.

## Biographie
Henriette Henriot est la fille d'Aline Grossin, modiste. En 1872, elle étudie le théâtre au Conservatoire de musique et de déclamation de Paris. Elle utilise alors son nom de naissance et ce n'est qu'en 1874 qu'elle commence à utiliser ses noms de scène d'Henriette Henriot, Mademoiselle Henriot et Madame Henriot lorsqu'elle apparaît dans des rôles d'actrice au Théâtre de l'Ambigu-Comique et commence à poser pour Renoir pour arrondir ses fins de mois,. C'est à cette époque qu'elle se produit dans des rôles mineurs au Théâtre de l'Odéon, au Théâtre Libre et au Théâtre de l'Ambigu-Comique,.

Colin Bailey, anciennement de la Frick Collection, déclare dans un catalogue d'exposition en 2012 : Renoir, Impressionism, and Full-Length Painting :

« Entre 1874 et 1876, Henriot a modelé cinq des images intégrales les plus ambitieuses de Renoir et au moins sept œuvres plus mineures. Elle apparaît en totalité et à la mode vêtue dans La Parisienne, drapée et humide dans La Source ; assis à l'ombre avec un prétendant dans Les Amoureux ; en costume de Troubadour dans La Page, et en sœur aînée protectrice dans La Promenade. »

On ne sait pas si Renoir a jamais payé Henriot pour poser mais il lui a donné deux tableaux, le dernier tableau qu'il a fait d'elle était Un vase de fleurs. Renoir est aussi devenu ami intime avec elle pendant cette période, si bien qu'il a peint sa fille, Jane Henriot qui posa pour lui pour Fillette au chapeau bleu. Jane est tuée dans l'incendie de la Comédie-Française en 1900, alors qu'elle n'avait que 21 ans.
Henriette Henriot meurt à Saint-Germain-en-Laye le 17 mars 1944 à l'âge de 86 ans, et est inhumée le 22 mars à Paris au cimetière de Passy (division 15).

## Carrière au théâtre
Henriette Henriot joua dans les pièces de théâtre suivantes :
- 1875 : Le Fils du Diable de Paul Féval
- 1975 : La Vénus de Gordes d'Adolphe Belot
- 1975 : Le Fils de Chopart de Jules Dornay
- 1877 : Pépite
- 1882 : Une aventure de Garrick de Fabrice Labrousse
- 1883 : La Famille d'Armelles de Jean Marras
- 1883 : Sganarelle par Molière
- 1894 : La Belle Limonadière de Paul Mahalin
- 1895 : L'Argent d'Émile Fabre mise en scène André Antoine
- 1898 : Mon enfant d'Ambroise Janvier
- 1902 : Nini l'assommeur par Maurice Bernhardt
- 1904 : Le Bercail par Henri Bernstein
- 1905 : La Rafale (Tourbillon) d'Henri Bernstein
- 1908 : Le Petit Fouchard de Charles Raymond
- 1908 : Le Passe-partout de Georges Thurner
- 1909 : Pierre et Thérèse de Marcel Prévost
- 1912 : La Crise de Paul Bourget
- 1912 : Le Mystère de la chambre jaune de Gaston Leroux
- 1914 : Monsieur Brotonneau de Robert de Flers

## Carrière de modèle
| - La Dame en bleu (1874). - Les Amoureux (1875). - La Source (1875). - Mère et Enfants également connu sous le nom de La Promenade (1876). - Mademoiselle Henriot ou jeune fille au ruban bleu (1876). - Portrait d'Henriette Henriot (1876). - Madame Henriot en travesti (le Page) (1877). - Claude Monet et Madame Henriot (1880). - La fille d'Henriette Henriot (Jane Henriot ) Filette au chapeau bleu (1881). |